# Броктон (Монтана)
Броктон (англ. Brockton) — місто (англ. town) в США, в окрузі Рузвельт штату Монтана. Населення — 358 осіб (2020).

## Географія
Броктон розташований за координатами 48°9′0″ пн. ш. 104°54′51″ зх. д. / 48.15000° пн. ш. 104.91417° зх. д. (48.150065, -104.914094).  За даними Бюро перепису населення США в 2010 році місто мало площу 0,60 км², уся площа — суходіл. В 2017 році площа становила 0,43 км², уся площа — суходіл.

## Демографія
Згідно з переписом 2010 року, у місті мешкало 255 осіб у 70 домогосподарствах у складі 61 родини. Густота населення становила 422 особи/км².  Було 77 помешкань (127/км²).
Расовий склад населення:
| - 96,1 % — корінних американців - 3,9 % — білих |

До двох чи більше рас належало 0,0 %. Частка іспаномовних становила 1,2 % від усіх жителів.
За віковим діапазоном населення розподілялося таким чином: 39,2 % — особи молодші 18 років, 54,5 % — особи у віці 18—64 років, 6,3 % — особи у віці 65 років та старші. Медіана віку мешканця становила 22,4 року. На 100 осіб жіночої статі у місті припадало 96,2 чоловіків;  на 100 жінок у віці від 18 років та старших — 91,4 чоловіків також старших 18 років.
Середній дохід на одне домашнє господарство  становив 38 770 доларів США (медіана — 27 750), а середній дохід на одну сім'ю — 50 069 доларів (медіана — 41 250). Медіана доходів становила 37 083 долари для чоловіків та 28 333 долари для жінок. За межею бідності перебувало 26,0 % осіб, у тому числі 40,4 % дітей у віці до 18 років та 11,1 % осіб у віці 65 років та старших.
Цивільне працевлаштоване населення становило 50 осіб. Основні галузі зайнятості: будівництво — 28,0 %, публічна адміністрація — 22,0 %, роздрібна торгівля — 18,0 %.